# Indonesië op de Olympische Zomerspelen 1996
Indonesië nam deel aan de Olympische Zomerspelen 1996 in Atlanta, Verenigde Staten. Er werden in totaal 4 medailles gewonnen, waarvan 1 goud, 1 zilver en 2 brons. Opmerkelijk is dat door Indonesië alleen bij het badminton medailles zijn gewonnen.

## Medailleoverzicht
| Sport     | Olympiër                        | Onderdeel      | Medaille |
| --------- | ------------------------------- | -------------- | -------- |
| Badminton | Rexy Mainaky Ricky Subagja      | dubbelspel (m) | Goud     |
| Badminton | Mia Audina                      | enkelspel (v)  | Zilver   |
| Badminton | Susi Susanti Haditono           | enkelspel (v)  | Brons    |
| Badminton | Denny Kantono Antonius Iriantho | dubbelspel (m) | Brons    |

## Deelnemers en resultaten
(m) = mannen, (v) = vrouwen 

### Atletiek
| Olympiër     | Discipline   | Resultaat | Prestatie |
| ------------ | ------------ | --------- | --------- |
| Ethel Hudson | marathon (m) | 72e       | 2:26.02   |

### Badminton
| Olympiër                        | Discipline     | Resultaat | Prestatie |
| ------------------------------- | -------------- | --------- | --- |
| Heryanto Arbi                   | enkelspel (m)  | 4e        | 1ste ronde: vrij 2de ronde: W van IND Bhattacharjee: 2-0 (15-5, 15-4) 3de ronde: W van TPE Liu: 2-0 (15-0, 15-7) kwartfinale: W van KOR Lee: 2-0 (15-0, 15-13) halve finale: V van DEN Larsen: 0-2 (11-15, 6-15) bronzen finale: V van MAS Sidek: 1-2 (15-5, 11-15, 6-15) |
| Alan Budikusuma                 | enkelspel (m)  | 9e        | 1ste ronde: vrij 2de ronde: W van SWE Johansson: 2-0 (15-5, 15-1) 3de ronde: W van CHN Sun: 2-0 (15-5, 15-6) kwartfinale: V van DEN Larsen: 0-2 (5-15, 6-15) |
| Joko Suprianto                  | enkelspel (m)  | 9e        | 1ste ronde: vrij 2de ronde: W van FIN Jäntti: 2-0 (15-1, 15-5) 3de ronde: W van SWE Olsson: 2-0 (15-11, 15-12) kwartfinale: V van MAS Sidek: 0-2 (5-15, 12-15) |
| Antonius Ariantho Denny Kantono | dubbelspel (m) | Brons     | 1ste ronde: vrij 2de ronde: W van DEN Eriksen/Jakobsen: 2-0 (15-8, 15-12) kwartfinale: W van RUS Antropov/Zuyev: 2-0 (15-5, 15-1) halve finale: V van MAS Kit/Yap: 0-2 (10-15, 4-15) bronzen finale: W van MAS Soo/Tan: 2-1 (15-4, 12-15, 15-8)                           |
| Rudy Gunawan Bambang Suprianto  | dubbelspel (m) | 9e        | 1ste ronde: vrij 2de ronde: V van MAS Soo/Tan: 1-2 (13-18, 15-4, 6-15) |
| Rexy Mainaky Ricky Subagja      | dubbelspel (m) | Goud      | 1ste ronde: vrij 2de ronde: W van DEN Søgaard/Svarrer: 2-0 (15-10, 15-7) kwartfinale: W van CHN Huang/Jiang: 2-0 (15-7, 15-7) halve finale: W van MAS Soo/Tan: 2-0 (15-3, 15-5) finale: W van MAS Kit/Yap: 2-1 (5-15, 15-13, 15-12)                                       |
|                                 |                |           | |
| Mia Audina                      | enkelspel (v)  | Zilver    | 1ste ronde: vrij 2de ronde: W van SWE Magnusson: 2-0 (11-6, 11-1) 3de ronde: W van GBR Morgan: 2-1 (11-2, 4-11, 12-9) kwartfinale: W van DEN Martin: 2-1 (11-6, 8-11, 11-5) halve finale: W van KOR Kim: 2-1 (11-9, 9-11, 11-1) finale: V van KOR Bang: 0-2 (6-11, 7-11)  |
| Yuliani Sentosa                 | enkelspel (v)  | 9e        | 1ste ronde: W van BLR Chernyavskaya: 2-1 (6-11, 11-3, 15-13) 2de ronde: W van DEN Søndergaard: 2-0 (11-1, 11-3) 3de ronde: V van CHN Yao: 0-2 (6-11, 5-11) |
| Susi Susanti                    | enkelspel (v)  | Brons     | 1ste ronde: vrij 2de ronde: W van CAN Piché: 2-0 (11-1, 11-3) 3de ronde: W van POL Krasowska: 2-0 (11-4, 11-0) kwartfinale: W van CHN Han: 2-1 (3-11, 11-4, 11-8) halve finale: V van KOR Bang: 0-2 (9-11, 8-11) bronzen finale: W van KOR Kim: 2-0 (11-4, 11-1)          |
| Finarsih Lili Tampi             | dubbelspel (v) | 9e        | 1ste ronde: W van AUS Cator/Hardy: 2-0 (15-9, 15-4) 2de ronde: V van CHN Qin/Tang: 1-2 (1-15 15-4, 6-15) |
| Eliza Nathanael Zelin Resiana   | dubbelspel (v) | 5e        | 1ste ronde: W van SWE Bengtsson/Borg: 2-0 (15-6, 15-13) 2de ronde: W van NZL Jenkins/Robertson: 2-0 (15-9, 15-2) kwartfinale: V van CHN Ge/Gu: 0-2 (7-15, 3-15) |
|                                 |                |           | |
| Tri Kusharjanto Minarti Timur   | dubbelspel (g) | 5e        | 1ste ronde: W van RUS Zuyev/Yakusheva: 2-0 (15-6, 15-6) 2de ronde: W van SWE Antonsson/Crabo: 2-0 (15-5, 18-13) kwartfinale: V van KOR Kim/Gil: 0-2 (4-15, 13-15) |
| Flandy Limpele Rosalina Riseu   | dubbelspel (g) | 5e        | 1ste ronde: W van GBR Archer/Bradbury: 2-0 (15-5, 15-6) 2de ronde: W van DEN Eriksen/Kirkegaard: 2-1 (10-15, 15-9, 15-9) kwartfinale: V van CHN Liu/Sun: 1-2 (2-15, 15-5, 7-15)                                                                                           |

### Boksen
| Olympiër             | Discipline | Resultaat | Prestatie                                                                                                |
| -------------------- | ---------- | --------- | --- |
| La Paene Masara      | -48kg (m)  | 5e        | 1ste ronde: W van SVK Baláž: 13-3 2de ronde: W van MEX Martínez: 8-1 kwartfinale: V van ESP Lozano: 9-10 |
| Hermensen Ballo      | -51kg (m)  | 9e        | 1ste ronde: W van GAB Boulingui: 6-2 2de ronde: V van GER Lunka: 12-18                                   |
| Nemo Bahari          | -57kg (m)  | 17e       | 1ste ronde: V van BRA Dezorzi: 3-12                                                                      |
| Hendrik Simangunsong | -71kg (m)  | 9e        | 1ste ronde: W van ZIM Kwangwari: 12-1 2de ronde: V van KAZ Ibraimov: scheidsrechterlijke beslissing      |

### Boogschieten
| Olympiër                                                 | Discipline      | Resultaat | Prestatie |
| -------------------------------------------------------- | --------------- | --------- | --- |
| Danahuri Dahliana                                        | individueel (v) | 33e       | plaatsingsronde: 51ste met 615 punten 1ste ronde: V van ITA Aldegani: 153-157                                     |
| Hamdiah Damanhuri                                        | individueel (v) | 33e       | plaatsingsronde: 25ste met 639 punten 1ste ronde: V van FRA Bonal: 151-156                                        |
| Nurfitriyana Lantang                                     | individueel (v) | 33e       | plaatsingsronde: 55ste met 600 punten 1ste ronde: W van KAZ Mozhar: 155-153 2de ronde: V van GER Mensing: 141-144 |
| Danahuri Dahliana Hamdiah Damanhuri Nurfitriyana Lantang | team (v)        | 9e        | plaatsingsronde: 12de met 3797 punten 1ste ronde: V van Oekraïne: 208-246                                         |

### Gewichtheffen
| Olympiër      | Discipline | Resultaat | Prestatie                                                   |
| ------------- | ---------- | --------- | ----------------------------------------------------------- |
| Hari Setiawan | -54kg (m)  | 12e       | trekken: 14de met 105kg stoten: 5de met 145kg totaal: 250kg |

### Judo
| Olympiër    | Discipline | Resultaat | Prestatie                    |
| ----------- | ---------- | --------- | ---------------------------- |
| Krisna Bayu | -86kg (m)  | 21e       | 1ste ronde: V van ESP Villar |

### Tafeltennis
| Olympiër                | Discipline    | Resultaat | Prestatie                                                                              |
| ----------------------- | ------------- | --------- | -------------------------------------------------------------------------------------- |
| Anton Suseno            | enkelspel (m) | 33e       | groep O: 3de V van JPN Matsushita: 0-2 V van POL Grubba: 0-2 W van CAN Ng: 2-0         |
|                         |               |           |                                                                                        |
| Rossy Pratiwi Dipoyanti | enkelspel (v) | 49e       | groep M: 4de V van AUS Zhou: 0-2 V van ITA Abbate-Bulatova: 0-2 V van HUN Bátorfi: 0-2 |

### Tennis
| Olympiër                        | Discipline     | Resultaat | Prestatie                                                                                       |
| ------------------------------- | -------------- | --------- | ----------------------------------------------------------------------------------------------- |
| Yayuk Basuki                    | enkelspel (v)  | 33e       | 1ste ronde: V van SVK Habšudová: 3-6, 3-6                                                       |
| Yayuk Basuki Romana Tedjakusuma | dubbelspel (v) | 9e        | 1ste ronde: W van ROU Cristea/Dragomir: walk-over 2de ronde: V van CZE Novotná/Suková: 2-6, 3-6 |

### Volleybal
| Olympiër                           | Discipline | Resultaat | Prestatie |
| Beach                              | Beach      | Beach     | Beach |
| ---------------------------------- | ---------- | --------- | --- |
| Markoji Markoji Muchammad Nurmufid | mannen     | 17e       | 1ste ronde: V van ESP Bosma/Jiménez: 7-15 herkansingen: V van ARG Conde/Martínez: 5-15                                                                                                |
|                                    |            |           | |
| Eta Kaize Timy Yudhani Rahayu      | vrouwen    | 13e       | 1ste ronde: W van CAN Ouellette/Malowney: 15-10 2de ronde: V van BRA Pires/Silva: 2-15 herkansingen: W van MEX Eguiluz/Huerta: 15-11 herkansingen 2: V van JPN Fujita/Takahashi: 0-15 |

### Zeilen
| Olympiër                   | Discipline  | Resultaat | Prestatie                             |
| -------------------------- | ----------- | --------- | ------------------------------------- |
| I Gusti Made Oka Sulaksana | mistral (m) | 13e       | 149 punten: (21-7-15-9-13-18-47-14-5) |

### Zwemmen
| Olympiër         | Discipline          | Resultaat | Prestatie              |
| ---------------- | ------------------- | --------- | ---------------------- |
| Richard Sam Bera | 50m vrije slag (m)  | 44e       | serie 5: 6de in 23,80  |
| Richard Sam Bera | 100m vrije slag (m) | 34e       | serie 6: 8ste in 51,25 |

Afghanistan · Albanië · Algerije · Amerikaanse Maagdeneilanden · Amerikaans-Samoa · Andorra · Angola · Antigua‑Barbuda · Argentinië · Armenië · Aruba · Australië · Azerbeidzjan · Bahama's · Bahrein · Bangladesh · Barbados · België · Belize · Benin · Bermuda · Bhutan · Bolivia · Bosnië en Herzegovina · Botswana · Brazilië · Britse Maagdeneilanden · Brunei · Bulgarije · Burkina Faso · Burundi · Cambodja · Canada · Centraal-Afrikaanse Republiek · Chili · China · Chinees Taipei · Colombia · Comoren · Congo-Brazzaville · Cookeilanden · Costa Rica · Cuba · Cyprus · Denemarken · Djibouti · Dominica · Dominicaanse Republiek · Duitsland · Ecuador · Egypte · El Salvador · Equatoriaal-Guinea · Estland · Ethiopië · Fiji · Filipijnen · Finland · Frankrijk · Gabon · Gambia · Georgië · Ghana · Grenada · Griekenland · Groot-Brittannië · Guam · Guatemala · Guinee · Guinee-Bissau · Guyana · Haïti · Honduras · Hongarije · Hongkong · Ierland · IJsland · India · Indonesië · Irak · Iran · Israël · Italië · Ivoorkust · Jamaica · Japan · Jemen · Joegoslavië · Jordanië · Kaaimaneilanden · Kaapverdië · Kameroen · Kazachstan · Kenia · Kirgizië · Koeweit · Kroatië · Laos · Lesotho · Letland · Libanon · Liberia · Libië · Liechtenstein · Litouwen · Luxemburg ·  Macedonië · Madagaskar · Malawi · Malediven · Maleisië · Mali · Malta · Marokko · Mauritanië · Mauritius · Mexico · Moldavië · Monaco · Mongolië · Mozambique · Myanmar · Namibië · Nauru · Nederland · Nederlandse Antillen · Nepal · Nicaragua · Nieuw-Zeeland · Niger · Nigeria · Noord-Korea · Noorwegen · Oeganda · Oekraïne · Oezbekistan · Oman · Oostenrijk · Pakistan · Palestina · Panama · Papoea-Nieuw-Guinea · Paraguay · Peru · Polen · Portugal · Puerto Rico · Qatar · Roemenië · Rusland · Rwanda · Saint Kitts en Nevis · Saint Lucia · Saint Vincent en Grenadines · Salomonseilanden · Samoa · San Marino · Sao Tomé en Principe · Saoedi-Arabië · Senegal · Seychellen · Sierra Leone · Singapore · Slovenië · Slowakije · Soedan · Somalië · Spanje · Sri Lanka · Suriname · Swaziland · Syrië · Tadzjikistan · Tanzania · Thailand · Togo · Tonga · Trinidad en Tobago · Tsjaad · Tsjechië · Tunesië · Turkije · Turkmenistan · Uruguay · Vanuatu · Venezuela · Verenigde Arabische Emiraten · Verenigde Staten · Vietnam · Wit-Rusland · Zaïre · Zambia · Zimbabwe · Zuid-Afrika · Zuid-Korea · Zweden · Zwitserland